# Linfärjan Carolina af Arnö
Linfärjan Carolina af Arnö, färja 286, var en av Trafikverket Färjerederiets färjor. Carolina af Arnö byggdes på Lunde varv i Lunde 
och levererades 1969 för att sättas in leden Strömsholmen – Bjursund. Hon förlängdes 1984 på Finnboda varv i Stockholm.